# 尼尔玛尔·钱德拉·辛哈
尼尔玛尔·钱德拉·辛哈(英語：Nirmal Chandra Sinha，1911年—1997年8月3日)是印度藏學家，印度锡金邦主要藏学研究机构南加藏学研究所的创立者。
他從加尔各答大学获得学士和硕士学位，毕业后在加尔各答大学任教，先後在国家档案馆擔任编辑，国防部历史研究所擔任主任，以及国家档案馆擔任副馆长、信息与传播部研究部门主任。
1958年，他主持创建了南加藏学研究所，并三度出任所长(1958-1971，1974-1976，1982-1989年)。
主要著作有《西藏历史与宗教导论》（An introduction to the history and religion of Tibet）、《怎么中国的西藏地方过去是中国的?》（How Chinese was China's Tibet region?）。